# Улица Компаний
Улица Компаний (эст. Kompanii tänav) — короткая (230 м) улица в исторической части Тарту, от Ратушной площади до улицы Мунга.

## История
Предыдущее название — Kompagniestraße. В советские времена, 1949—1989, улица Харидусе (Учебная).

## Достопримечательности
«Падающий дом», ныне — Музей современного искусства, Тартуский художественный музей

Мемориальная доска Платона

Мемориальная доска русского православного епископа и мученика Платона (1869—1919) на стене Центральной библиотеки Тарту